# Рогаткино (Саратовская область)
Рогаткино — село в Красноармейском районе Саратовской области, административный центр Рогаткинского муниципального образования.
Население — 646 чел. (2010).

## История
Дата основания не установлена. Во второй половине XIX века село относилось к Золотовской волости Камышинского уезда Саратовской губернии, вместе с деревнями Кубасова и Клубково составляло сельское общество. Жители — бывшие удельные крестьяне, великороссы. В 1886 году земельный надел общества составлял 4034 десятины удобной и 291,5 неудобной земли. В конце XIX века была построена Александро-Невская церковь. Помимо православных в селе проживали старообрядцы, последователи поморского согласия и отколовшегося от него филипповского согласия. В 1897 году основано сарпиночное производство. 
В ходе коллективизации в селе разместилась центральная усадьба колхоза "Путь Ленина". Александро-Невский храм был закрыт в годы богоборческих кампаний и впоследствии разрушен. Великая Отечественная война унесла жизни 58 жителей Рогаткина.
С 1922 по 1941 год село относилось к Золотовскому кантону Трудовой коммуны, с 1923 года — АССР немцев Поволжья. С 1941 по 1960 — к Золотовскому району Саратовской области. В составе Красноармейского района — с 1960 года.

## Физико-географическая характеристика
Село находится в лесостепи, в пределах Приволжской возвышенности, являющейся частью Восточно-Европейской равнины, на реке Шумейка (правый приток Золотухи). Высота центра населённого пункта — 125 метров над уровнем моря. Рельеф местности холмисто-равнинный, развита овражно-балочная сеть. Распространены чернозёмы (без разделения) и тёмно-каштановые почвы.
Через село проходит автодорога, связывающая село Золотое (на Волге) с федеральной автодорогой Р228 и железнодорожной станцией Карамыш. По автомобильным дорогам расстояние до областного центра города Саратова составляет 95 км, до районного центра города Красноармейска — 26 км. Ближайшая железнодорожная станция Карамыш железнодорожной линии Петров Вал — Саратов III Приволжской железной дороги расположена в 17 км к северо-западу от села.
Климат
Климат умеренный континентальный (согласно классификации климатов Кёппена — Dfa). Многолетняя норма осадков — 409 мм. Наибольшее количество осадков выпадает в июне — 45 мм, наименьшее в марте — 22 мм. Среднегодовая температура положительная и составляет + 6,3 °С, средняя температура самого холодного месяца января — -10,3 °С, самого жаркого месяца июля — +22,3 °С.
Часовой пояс
Рогаткино, как и вся Саратовская область, находится в часовой зоне МСК+1. Смещение применяемого времени относительно UTC составляет +4:00.

## Население
Динамика численности населения по годам:
| 1860 | 1886 | 1891 | 1897 | 1910 | 1911 | 1926 | 1987 | 2002 |
| ---- | ---- | ---- | ---- | ---- | ---- | ---- | ---- | ---- |
| 1073 | 1496 | 1642 | 1709 | 2143 | 2102 | 1650 | 790  | 682  |

| 2002 | 2010 |
| ---- | ---- |
| 683  | ↘646 |